# Guðjón Þórðarson
Pour les articles homonymes, voir Thórdarson.
Guðjón Þórðarson (Gudjon Thordarsson), né le 14 septembre 1955 à Akranes, est un footballeur international islandais reconverti entraîneur.
Ses trois fils sont tous footballeurs professionnels et même internationaux : Thordur, Bjarni et Jóhannes.

## Biographie

### Carrière de joueur
Ce défenseur ou milieu défensif international dispute plus de 400 matchs, dont 22 en Coupe d'Europe, et remporte cinq championnats ainsi que cinq Coupes nationales sous le maillot de l'ÍA Akranes, le club de sa ville natale. Dans le même temps, il est électricien dans le civil.
Il reçoit une sélection en équipe d'Islande, le 12 juillet 1985, en amical contre les Îles Féroé

### Carrière d'entraîneur
Après s'être occupé à trois reprises de son équipe durant les stages d'avant-saison en attendant l'arrivée d'un entraîneur étranger, il épouse la carrière d'entraîneur. Sang de meneur, en bon pédagogue et psychologue, à la tête du FC ÍA Akranes, du KA Akureyri ou du KR Reykjavik, il obtient quatre titres de champion de D1, un de D2 et quatre Coupes nationales. Ces résultats conduisent ce titulaire des universités de Cologne et d'Oslo à la tête de la sélection nationale en juin 1997.
Il dirige les joueurs de la sélection nationale pendant 25 matchs, du 20 juillet 1997 au 9 octobre 1999. Il dispute notamment les tours préliminaires de la Coupe du monde 1998, et les éliminatoires de l'Euro 2000. À noter lors de son passage à la tête de la sélection un match nul honorable face à l'équipe de France, alors championne du monde en titre.

## Palmarès

### Joueur
- Championnat d'Islande (5)[1]
  - Champion : 1974, 1975, 1977, 1983, 1984
  - Vice-champion : 1978, 1979, 1985

- Coupe d'Islande (5)[1]
  - Vainqueur : 1978, 1982, 1983, 1984, 1986

## Vie privée
Guðjón Þórðarson a trois fils tous footballeurs professionnels et internationaux : Thordur (1973), Bjarni (1979) et Jóhannes (1980).